# تپه بابی سید
تپه بابی سید مربوط به هزاره اول قبل از میلاد است و در شهرستان اشنویه، بخش مرکزی، دهستان اشنویه شمالی، روستای علی‌آباد واقع شده و این اثر در تاریخ ۷ اسفند ۱۳۸۵ با شمارهٔ ثبت ۱۷۶۴۹ به‌عنوان یکی از آثار ملی ایران به ثبت رسیده است.